# Expéditions sur Laghouat (1708-1713)
Conflits algéro-chérifiens
Batailles
Les expéditions sur Laghouat et diverses oasis du sud algérien sont une série de raids menés par les chérifs alaouites, sous le règne de Moulay Ismael en 1708, puis entre 1711 et 1713.  

## Contexte
Au XVIIe siècle, ces oasis ont déjà été la cible des caïds alaouites du Tafilalet — avant que cette dynastie ne prenne la place des Saadiens sur le trône — et en furent tributaires durant une courte période . Moulay Ismael entend profiter des luttes intestines au sein de la régence d'Alger, avec laquelle il entretient des relations tendues, pour étendre son territoire. 

## Chronologie
En 1708, le fils du sultan Moulay Ismaël, un dénommé Moulay Abdelmalek lance une expédition afin d'imposer un tribut à Laghouat et Aïn Madhi. Il se fonde sur la conquête précédente du caïd filalien Moulay Mohammed qui du temps où Yusuf Bacha était à la tête de la régence d'Alger (1647-1650) avait effectué des razzias sur Tlemcen, Oujda, Aïn Madhi et Laghouat pour réclamer un tribut. Les Laghouatis — habitants de Laghouat — ne paient alors tribut que de manière forcée et de façon provisoire. 
Cette expédition saharienne de 1708 a lieu après une réorganisation de l'armée marocaine à la suite de sa défaite sur le Chelif face au dey d'Alger en 1701. Le fils de Moulay Ismael, Abdelmalek, qui conduit les troupes établit son campement à Ain Madhi et de là envoie des goums ramasser un impôt. Un de ces goums aurait atteint Ouargla, mais ne peut rien faire contre Biskra où une garnison turque de la régence d'Alger est implantée. Ces expéditions en territoire algérien semblent assez lucratives pour qu'elles soient retentées entre 1710 et 1713 en direction de Laghouat et Aïn Sefra par des éléments plus ou moins contrôlés de l'armée marocaine dont probablement un des neveux de Moulay Ismaël qui s'implante à Boussemghoun.
En 1727, le bey de Médéa, Chabane Zenaghi intervient pour faire payer l'impôt à Laghouat laissé en dissidence et la rattache de nouveau à l'autorité nominale de la régence d'Alger.